# Zone neutre Irak-Arabie saoudite
1922–1991
La zone neutre Irak-Arabie saoudite était une zone neutre de 7 044 km2 entre l'Arabie saoudite et l'Irak qui avait été laissée indéfinie par le protocole d'Uqair du 2 décembre 1922 établissant la frontière entre ces deux pays. Elle a subsisté jusqu'en décembre 1991.

## Histoire
Le traité de Muhammarah (Khorramshahr) du 5 mai 1922 anticipe l’imminent conflit entre la Grande-Bretagne, qui détient le mandat de la SDN pour l’Irak, et le royaume de Nejd, qui devient plus tard l’Arabie saoudite (en fusionnant avec le royaume d'Hejaz). Ce traité ne définit pas de frontières. À la suite de négociations, le protocole d'Uqair du 2 décembre 1922 définit la plupart des frontières entre les deux pays, et crée la zone neutre.
Aucun bâtiment militaire ou permanent ne peut être construit à l’intérieur ou aux abords de la zone neutre et les nomades des deux pays doivent avoir un libre accès aux pâturages et aux puits. La zone permettait également aux bédouins de circuler librement sans traverser de frontière internationale, la zone se trouvant sur le chemin des caravanes en route vers le Croissant fertile. L'accord prévoit alors que la zone sera divisée en parts égales, chaque part restituée à son pays limitrophe, le 7 juillet 1965. Les nomades de la région, les Dafir, acceptent la division territoriale, mais maintiennent une possession commune sur les puits de la zone.
La division administrative de la zone est achevée en 1975,, et un traité frontalier est conclu en 1981,,. Pour des raisons inconnues, le traité n'est pas déposé auprès de l'Organisation des Nations unies et aucun pays, en dehors de l’Irak et de l’Arabie saoudite, ne reçoit de notification du changement ni ne publie de cartes avec les nouvelles frontières. Lors de la guerre du Golfe, l’Irak annule en 1991 tous les accords internationaux signés avec l’Arabie saoudite depuis 1968. En réponse, l’Arabie saoudite fait enregistrer tous les précédents accords de frontière négociés avec l’Irak auprès des Nations unies en juin 1991. Ainsi se termine l’existence légale de la zone neutre Irak-Arabie saoudite.

## Codification
La zone neutre Irak-Arabie saoudite a possédé anciennement les codes ISO 3166-1 NT et NTZ, codes qui ont été abandonnés en 1993. Le code FIPS 10-4 pour la zone neutre fut IY ; ce code fut effacé en 1992.

## Représentation cartographique

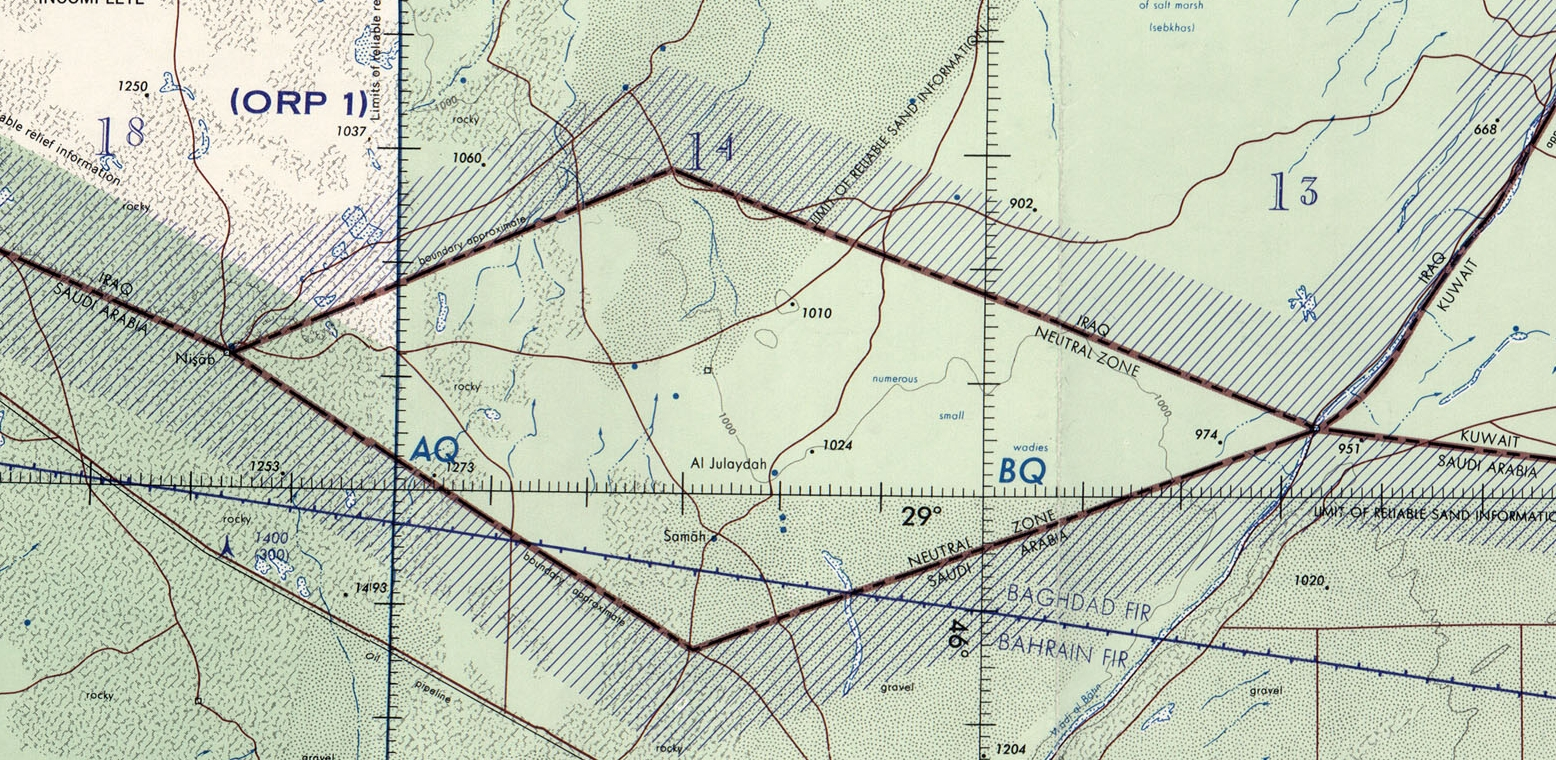
Carte topographique de la zone neutre

L'Office of the Geographer du département d'État des États-Unis a considéré la zone neutre comme une frontière approximative, et a tracé sur les cartes officielles une ligne de frontière passant par le centre du territoire.

## Population
En 1991, la zone neutre Irak-Arabie saoudite avait une population permanente d'environ 300 personnes, surtout constituée d'une dizaine de familles de bédouins, qui vivaient en quelques villages ou lieux-dits, où étaient situés des puits, ou oasis. En ce qui concernait les militaires irakiens ou saoudiens sur place, aucun chiffre ne fut rendu public. En dehors des habitants permanents, la zone neutre était traversée par quelques milliers de bédouins, surtout des caravaniers, et les chiffres pouvaient varier d'une année à une autre.
Considérée comme une zone militaire stratégique, la zone était fermée aux touristes étrangers. Pour accéder à la zone, les journalistes devaient demander un laissez-passer aux commandements militaires, dérogation généralement refusée, mais parfois accordée.
Avec le temps, le commerce caravanier est de plus en plus voué à disparaître. De ce fait, la zone neutre est de moins en moins fréquentée par les bédouins. De nos jours, les rares habitants permanents sont quelques dizaines de militaires irakiens et saoudiens, qui inspectent et surveillent les zones frontières.